# Isopropenylacetaat
Iso-propenylacetaat is een organische verbinding, die beschouwd kan worden als de acetaatester van het enol-tautomeer van aceton. Deze verbinding is commercieel belangrijk als uitgangsstof voor acetylaceton. In de organische synthese wordt de stof gebruikt om enolacetaten van andere ketonen te bereiden en acetonides van diolen. Isopropenylacetaat wordt ook gebruikt om via transesterificatie iso-propenylesters van andere zuren te maken. Als onverzadigde verbinding kan de stof ook optreden als comonomeer in kunststoffen.

## Synthese en reacties
Iso-propylacetaat wordt gesynthetiseerd in de reactie van aceton met keteen. Bij verwarmen van de stof in een metalen oven ontstaat acetylaceton.